# Reforma ortográfica
Una reforma ortográfica es un cambio deliberado, a menudo sancionado u ordenado por una entidad normativa, de las reglas ortográficas. Las propuestas de reforma son bastante comunes y, a lo largo de los años, muchas lenguas han sido objeto de ellas. Algunos ejemplos recientes son la reforma ortográfica alemana de 1996 y la reforma ortográfica portuguesa de 1990, aún en proceso de ratificación.
Hay varios objetivos que pueden propiciar tales reformas: facilitar la alfabetización y la comunicación internacional, hacer más clara la etimología, o simplemente razones estéticas o políticas.
La oposición se suele amparar en que la literatura clásica se puede volver inaccesible, en la supuesta anulación de los acentos regionales, en que hay que aprenderse las nuevas grafías, en el oscurecimiento de la etimología, en la preocupación por consecuencias imprevistas o en que la lengua ya es perfecta y cualquier modificación supondría su degradación. Las reformas que principalmente eliminan dificultades innecesarias deberían tener en cuenta estos argumentos. Los esfuerzos de reforma se ven además obstaculizados por la costumbre y, en el caso de muchas lenguas, por la falta de una autoridad central que establezca nuevas normas ortográficas.
Las reformas ortográficas también pueden estar asociadas a un debate más amplio sobre el sistema de escritura oficial, así como la planificación lingüística y la reforma lingüística.
Las reformas ortográficas pueden revertirse. En rumano, la letra â se eliminó en 1953, pero se reintrodujo en 1993.

## Argumentos a favor de la reforma
En las lenguas con escritura alfabética o silábica, cabría esperar que la escritura o la grafía coincidieran con el habla. Sin embargo, aunque coincidan en un momento y lugar para algunos hablantes, con el tiempo no suelen coincidir para la mayoría: un sonido puede representarse con varias combinaciones de letras y una letra o grupo de letras puede pronunciarse de forma diferente. En los casos en que la ortografía tiene en cuenta rasgos gramaticales, estos también pueden ser incoherentes.
Las personas que utilizan una ortografía no estándar suelen ser objeto de juicios negativos, ya que el dominio de la ortografía estándar por parte de una persona suele equipararse a su nivel de educación formal o inteligencia. La ortografía es más fácil en lenguas con sistemas ortográficos más o menos coherentes, como el finés, el serbio, el italiano y el español, debido a que, o bien la pronunciación de estas lenguas ha cambiado relativamente poco desde el establecimiento de sus sistemas ortográficos, o bien las grafías etimológicas no fonémicas han sido sustituidas por grafías no etimológicas fonémicas a medida que cambiaba la pronunciación. Adivinar cómo se escribe una palabra es más difícil si su pronunciación ha cambiado significativamente, lo que da lugar a un sistema ortográfico etimológico como el irlandés o el francés. Estos sistemas ortográficos siguen siendo fonémicos (no fonéticos), puesto que la pronunciación puede derivarse sistemáticamente de la ortografía, aunque lo contrario puede no ser posible. El inglés es un ejemplo extremo de una ortografía defectuosa, en la que la ortografía no puede derivarse sistemáticamente de la pronunciación, pero también tiene el problema más inusual de que la pronunciación no puede derivarse sistemáticamente de la ortografía.
A lo largo de los años se han propuesto reformas ortográficas para diversas lenguas; han oscilado desde intentos modestos de eliminar irregularidades concretas, pasando por reformas de mayor alcance, hasta intentos de introducir una ortografía fonémica total, como el alfabeto shaviano o su versión revisada, el Quikscript, el último alfabeto DevaGreek, la latinización del turco o el hangul en Corea.
La redundancia de las letras suele ser un problema en la reforma ortográfica, lo que suscita el «argumento económico» —un ahorro significativo de costes en los materiales de producción a lo largo del tiempo— promulgado por George Bernard Shaw.
También se ha criticado la idea de la ortografía fonémica, ya que ocultaría las similitudes morfológicas entre palabras con distinta pronunciación, oscureciendo su significado. También se alega que, cuando las personas leen, no intentan descifrar la serie de sonidos que componen cada palabra, sino que reconocen las palabras como un todo o como una serie corta de unidades significativas (por ejemplo, morfología podría leerse como morfo+logía, en lugar de como una serie más larga de fonemas). En un sistema de ortografía fonémica, estos morfemas se vuelven menos perceptibles debido a las diversas pronunciaciones de los alomorfos. Por ejemplo, en la ortografía inglesa, la mayoría de los participios se escriben con -ed, aunque su pronunciación puede variar (véanse raised /reɪzd/ y lifted /ˈlɪftɪd/).
Una de las dificultades que presenta introducir una reforma ortográfica es reflejar las distintas pronunciaciones, normalmente asociadas a variedades diatópicas (regiones) o diastráticas (clases sociales). Si la reforma pretende ser totalmente fonémica en un dialecto modelo, los hablantes de otros dialectos encontrarán conflictos con su propio uso.

## Argumentos en contra de la reforma
- Todos tienen que aprenderse las nuevas grafías.
- Hay que reimprimir libros y otras publicaciones con la nueva ortografía.
- También hay que aprenderse la ortografía antigua, ya que los libros antiguos seguirán existiendo.
- Hay que decidir entre propuestas alternativas, no se puede contentar a todo el mundo. Incluso se puede acabar con una adopción incoherente entre comunidades de habla.
- Si se modifica la ortografía para que se asemeje más a la pronunciación, su etimología estará más oscurecida y se desviará de la ortografía de palabras parecidas en otras lenguas, así como de la pronunciación en otros dialectos, dificultando la comprensión del texto para los hablantes de esas lenguas y dialectos.
- Muchos tecnicismos son más comunes en la lengua escrita que en la oral, así que su pronunciación es casi irrelevante y no debería influir en su ortografía.
- Confusión durante el periodo de transición.
- Un sistema más sencillo puede ser más difícil de utilizar, lo que supone un obstáculo para la alfabetización funcional (por ejemplo, en coreano).
- La complejidad de un sistema de escritura tiene poco que ver, por no decir nada, con la alfabetización, ya que esta depende mucho del acceso a la educación. Por ejemplo, aunque la ortografía española es mucho más sencilla que la inglesa, EE. UU. tiene una mayor tasa de alfabetización que Nicaragua.

## Por lenguas

### Español
La Real Academia Española (RAE) reformó las normas ortográficas del español entre 1726 y 1815, dando lugar a la mayoría de las convenciones modernas. Desde entonces, la RAE ha ido realizando adaptaciones menores en su Ortografía: por ejemplo, desde 2010 ch y ll no se consideran letras del abecedario, las palabras con diptongos o triptongos ortográficos no llevan tilde, solo y los pronombres demostrativos tampoco llevan tilde, entre otras reformas.
Ha habido más iniciativas para reformar la ortografía de la lengua española: a partir de mediados del siglo XIX, Andrés Bello consiguió que su propuesta fuese oficial en varios países sudamericanos, pero estos terminaron volviendo a la norma de la ASALE. Otra iniciativa, la Ortografía Fonética Rasional Ispanoamericana, sigue siendo un proyecto. Juan Ramón Jiménez propuso cambiar -ge- y -gi- por -je- y -ji-, pero esto solo se aplica en las ediciones de sus obras o las de su mujer, Zenobia Camprubí. Gabriel García Márquez planteó la reforma ortográfica durante el congreso de la lengua en Zacatecas y llamó la atención hacia el tema gracias a su famosa frase: "Debemos jubilar a la ortografía, terror del ser humano desde la cuna", pero aún no era la época de una reforma ortográfica. 
Este siglo XXI, se ve más propicio para la reforma ortográfica, cuando voces como las de la doctora Karina Galperín y del maestro Antonio Marabiya, están fundamentando, sin ser refutadas, la pertinencia de iniciar una reforma ortográfica sobre la base del principio fonémico. [cita requerida]

### Inglés
La ortografía del inglés contiene muchas irregularidades por diversos motivos. El inglés ha conservado por lo general las grafías originales al tomar prestadas palabras, y lo que es aún más importante, el inglés empezó a escribirse e imprimirse de forma generalizada durante el periodo del inglés medio. El desarrollo posterior del inglés moderno incluyó un gran desplazamiento vocálico y muchos otros cambios en la fonología, pero se mantuvieron las grafías antiguas, que ya no corresponden con la pronunciación. Por otra parte, muchas palabras se modificaron para reflejar su etimología latina o griega. Por ejemplo, debt («deuda») se escribía det/dette en el inglés medio temprano, y la b no se estandarizó hasta el siglo XVI por su etimología latina debitum; lo mismo ocurrió con quer/quere, que se reformuló como choir («coro») en el siglo XVII, siguiendo el modelo del griego χορός; la pronunciación no se modificó en ningún caso.

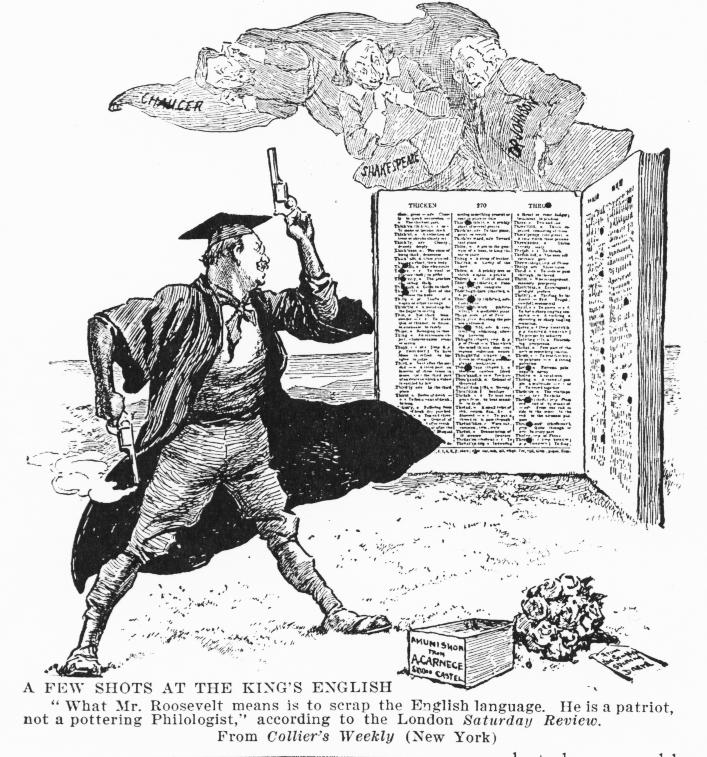
El presidente Theodore Roosevelt fue criticado por apoyar la campaña de ortografía simplificada de Andrew Carnegie en 1906.

El inglés moderno tiene entre 14 y 22 fonemas vocálicos y diptongos, según el dialecto, y 26 o 27 fonemas consonánticos. Es imposible realizar una simple representación fonema-letra de este idioma con las 26 letras del alfabeto inglés. Por ello, la mayoría de las propuestas de reforma ortográfica incluyen grafemas de varias letras, al igual que la ortografía inglesa actual (por ejemplo, los dos primeros fonemas de sheep /ˈʃiːp/ están representados por los dígrafos sh /ʃ/ y ee /iː/, respectivamente). Los signos diacríticos y el uso de nuevas formas como Ʒʒ también han formado parte de las propuestas de reforma ortográfica. El enfoque más radical sugiere descartar por completo el alfabeto latino en favor de algún otro sistema de escritura, como el alfabeto Deseret.
Los críticos han afirmado que un sistema fonémico coherente sería impráctico. Por ejemplo, la distribución de fonemas difiere entre el inglés británico y el estadounidense; además, mientras que la Received Pronunciation del inglés presenta unas 20 vocales, algunos dialectos no nativos del inglés tienen 10 o incluso menos. Por tanto, un sistema fonémico no sería universal.
Se han hecho una serie de propuestas para reformar la ortografía del inglés. Algunas fueron propuestas por Noah Webster a principios del siglo XIX. Su objetivo era distinguir el uso estadounidense del británico. Algunas de sus propuestas dieron lugar a las diferencias entre la ortografía estadounidense y la británica.

### Chino (romanización)
En los años cincuenta, el Comité de Reforma Lingüística de la República Popular China ideó la ortografía hanyu pinyin y la promulgó como el sistema oficial de romanización de la China continental. Desde que el pinyin se convirtió en la norma internacional de romanización del chino en 1982, los otros sistemas de romanización (como el Wade-Giles, el gwoyeu romatzyh o el latinxua sin wenz) apenas se usan.
La República de China (Taiwán) siguió usando el sistema de romanización Wade-Giles hasta comienzos del siglo XXI, cuando se introdujo la romanización tongyong pinyin. El tongyong pinyin se ha adoptado esporádicamente en la isla, pero también se ha criticado su incoherencia. El hanyu pinyin, el mismo sistema que se usa en el continente, se adoptó formalmente en 2009.

### Neerlandés
El neerlandés ha sufrido una serie de reformas ortográficas importantes desde 1804, con distintos niveles de apoyo oficial y aceptación popular en las zonas de habla neerlandesa.
La Unión de la Lengua Neerlandesa, fundada en 1980 por los Países Bajos y Bélgica, es ahora el organismo que realiza las reformas oficiales. En 1995 publicó la reforma del Libro Verde, y en 2005 volvió a cambiar la ortografía.

### Francés
En 1990, una reforma sustancial ordenada por el primer ministro francés cambió la ortografía de unas 2000 palabras, así como algunas normas gramaticales. Tras un largo retraso, la nueva ortografía recomendada recibió apoyo oficial en Francia, Bélgica y Quebec en 2004, pero aún no se ha adoptado de forma generalizada. La versión de 2012 del Larousse incorpora todos los cambios. La versión de 2009 de Le Petit Robert incorpora la mayoría de los cambios. Son 6000 palabras, incluidas palabras que no formaban parte de la reforma de 1990, como charrette o charette, derivadas de chariot. Desde el 16 de marzo de 2009, varios grandes grupos editoriales belgas han empezado a aplicar la nueva ortografía en sus publicaciones en línea.

### Alemán
La ortografía del alemán se unificó en 1901 y se actualizaron ciertos modelos ortográficos: por ejemplo, se cambiaron algunos casos de th por t.
En 1944, se iba a introducir una reforma ortográfica, pero no llegó a nada debido a la Segunda Guerra Mundial.

Aunque la ortografía del alemán era más coherente que la del inglés o el francés, los países germanoparlantes firmaron un acuerdo sobre reformas ortográficas en 1996; estaba previsto que se introdujeran gradualmente a partir de 1998 y entraran plenamente en vigor en 2005. La llamada Rechtschreibreform fue objeto de polémica, y las encuestas mostraron constantemente una mayoría opuesta a la nueva ortografía. En el verano de 2004, varios periódicos y revistas volvieron a la antigua ortografía, y en marzo de 2006 se revirtieron los cambios más polémicos de la Rechtschreibreform. Por tanto, los medios de comunicación alemanes que antes se habían opuesto a los cambios empezaron a utilizar la nueva ortografía.

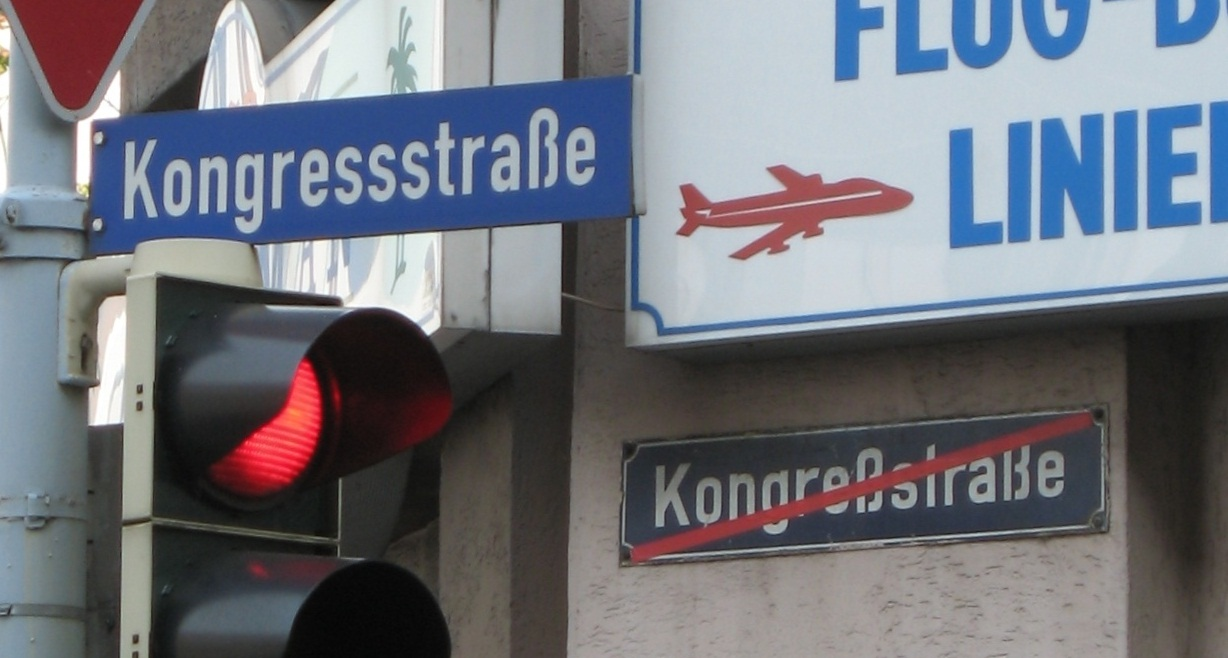
El nombre de una calle adaptado a la última reforma ortográfica alemana.

### Griego
La ortografía politónica clásica, medieval y moderna temprana heredó arcaísmos del griego antiguo, que se han eliminado o simplificado en la ortografía monotónica moderna. Véase también katharévousa.

### Indonesio
El indonesio sufrió reformas ortográficas en 1947 y 1972, tras las cuales su ortografía se ajustó más a la forma de la lengua que se habla en Malasia.
| Ortografía antigua | Ortografía nueva |
| ------------------ | ---------------- |
| oe                 | u                |
| tj                 | c                |
| dj                 | j                |
| é                  | e                |
| j                  | y                |
| nj                 | ny               |
| sj                 | sy               |
| ch                 | kh               |

El primero de estos cambios (de oe a u) se produjo en el momento de la independencia, en 1947; todos los demás formaron parte de una reforma ortográfica oficial de 1972. Algunas de las antiguas grafías, que derivaban más del neerlandés, aún perduran en los nombres propios.

### Japonés
Los silabarios kana japoneses originales no eran más que una representación fonémica del idioma japonés cuando se inventaron alrededor del año 800 d. C. como simplificación de los caracteres kanji derivados del chino. Sin embargo, los silabarios no estaban del todo codificados y existían formas alternativas, o hentaigana, para muchos sonidos hasta su estandarización en 1900. Además, debido a la desviación lingüística, la pronunciación de muchas palabras japonesas cambió, la mayoría de forma sistemática, con respecto al japonés clásico tal y como se hablaba cuando se inventaron los silabarios kana. A pesar de ello, las palabras siguieron escribiéndose en kana como en el japonés clásico, reflejando más la pronunciación clásica que la moderna, hasta que en 1946 se adoptó oficialmente por orden del Consejo de Ministros la reforma ortográfica, haciendo que la ortografía de las palabras fuera puramente fonémica (con solo 3 grupos de excepciones) y eliminando los caracteres que representaban sonidos que ya no se utilizaban en el idioma.

### Malayo
El malayo sufrió reformas ortográficas en 1972, tras las cuales su ortografía se ajustó más a la forma de la lengua que se habla en Indonesia.
| Ortografía antigua | Ortografía nueva |
| ------------------ | ---------------- |
| ă                  | e                |
| ch                 | c                |
| ĕ                  | e                |
| ï                  | i                |
| sh                 | sy               |
| th                 | s                |

Estos cambios formaron parte de una reforma ortográfica ordenada oficialmente en 1972. Algunas de las antiguas grafías, que derivaban más del inglés, aún se conservan en los nombres propios.

### Noruego
Antes de que Noruega se independizase en 1905, el idioma noruego se escribía en danés con ligeros regionalismos y modismos característicos. Tras la independencia, hubo reformas ortográficas en 1907, 1917, 1938, 1941, 1981 y 2005, que reflejaron el tira y afloja entre la ortografía preferida por los tradicionalistas y los reformistas en función de la clase social, la urbanización, la ideología, la educación y el dialecto. La reforma de 2005 reintrodujo grafías tradicionales que habían sido abolidas por reformas ortográficas anteriores. También se excluyeron las grafías poco utilizadas.

### Portugués
La ortografía medieval del portugués era eminentemente fonémica, pero, a partir del Renacimiento, muchos autores que admiraban la cultura clásica empezaron a usar una ortografía etimológica. Sin embargo, las reformas ortográficas de Portugal (1911) y Brasil (1943) revirtieron la ortografía a los principios fonémicos (manteniendo algunas distinciones etimológicas). Las reformas posteriores (Brasil, 1971; Portugal, 1945 y 1973) han tenido tres objetivos principales: eliminar los pocos restos de ortografía etimológica redundante, reducir el número de palabras marcadas con diacríticos y guiones y aproximar la norma ortográfica brasileña a la portuguesa (utilizada en todos los países de habla portuguesa, excepto Brasil).
El objetivo de unificar la ortografía se alcanzó en un acuerdo multilateral en 1990 que firmaron todos los países lusoparlantes, pero Angola no lo ratificó a fecha de 2014. La implementación de las nuevas normas en Brasil y Portugal solo comenzó en 2009, con un periodo de transición de seis años. El acuerdo es utilizado por el Gobierno y las instituciones educativas, así como por muchas de las editoriales, los medios de prensa de ambos países y las instituciones relacionadas con el Estado. Como el portugués de Portugal difiere del brasileño, la reforma ha dado lugar a nuevas diferencias en grafías que antes eran iguales.
Ninguno de los demás países lusoparlantes que firmaron el acuerdo lo implementaron a fecha de 2014. En Portugal sigue habiendo cierta resistencia y en 2013 el Parlamento portugués formó un grupo de trabajo para analizar la situación y proponer soluciones.
Durante el periodo de transición, coexistieron cuatro ortografías: la ortografía portuguesa oficial de antes de la reforma (usada en todos los países lusoparlantes de África, Asia y Oceanía, así como por algunos portugueses), la ortografía brasileña oficial de antes de la reforma (usada solo en Brasil), la ortografía portuguesa de después de la reforma (usada por el Gobierno y sus instituciones, algunos medios y las editoriales en libros traducidos) y la ortografía brasileña de después de la reforma (usada por el Gobierno, algunos medios y las editoriales en libros traducidos). Los dos últimos sistemas están regulados por el mismo acuerdo, pero difieren ligeramente por la distinta pronunciación de las mismas palabras en Portugal y Brasil.

### Ruso
Con el tiempo, se han producido una serie de cambios en la ortografía. Tenían que ver sobre todo con la eliminación de las letras griegas (puramente etimológicas) que se habían conservado en el alfabeto cirílico por razones de tradición eclesiástica y de las que habían quedado obsoletas por cambios en la pronunciación.
Cuando Pedro I introdujo su «escritura civil» (гражданский шрифт, graždanskij šrift) en 1708, basada en formas de letras de aspecto más occidental, también se simplificó la ortografía.
La última gran reforma de la ortografía rusa tuvo lugar poco después de la Revolución rusa. Se simplificó la ortografía eliminando cuatro letras obsoletas (ѣ, і, ѵ y ѳ) y el uso arcaico de la letra ъ al final de las palabras, que originalmente era una vocal con un sonido parecido a la schwa, pero que pasó a ser muda durante la Edad Media.

### Búlgaro
El búlgaro sufrió una reforma ortográfica en 1945 según el modelo ruso. A principios y mediados del siglo XIX, durante el esfuerzo por codificar el búlgaro moderno, se utilizaron varios alfabetos cirílicos de entre 28 y 44 letras, hasta que en la década de 1870 cobró importancia un alfabeto de 32 letras propuesto por Marin Drinov. El alfabeto de Marin Drinov se utilizó hasta la reforma ortográfica de 1945, cuando las letras yat (mayúscula Ѣ, minúscula ѣ) y yus (mayúscula Ѫ, minúscula ѫ) se eliminaron del alfabeto, reduciendo el número de letras a 30.

### Lenguas sudeslavas
Dentro de las lenguas sudeslavas, que forman un continuo dialectal, el serbocroata consta de cuatro normas literarias: serbio, croata, bosnio y montenegrino. A principios y mediados del siglo XIX, se produjeron importantes reformas ortográficas. Hasta entonces, se habían desarrollado dos tradiciones de escritura distintas. Los dialectos occidentales se escribían con el alfabeto latino, mientras que los orientales (serbios) utilizaban una forma arcaica del alfabeto cirílico. Si bien se había intentado en repetidas ocasiones, no existía una norma ortográfica universalmente aceptada que empleara el alfabeto latino, y la versión cirílica se consideraba anticuada.
Se llevaron a cabo una serie de reformas para establecer las normas, con el fin de equiparar el sistema de escritura con la lengua hablada. El movimiento de reforma estuvo encabezado por el lingüista croata Ljudevit Gaj para el sistema de escritura basado en el latín y el reformador serbio Vuk Stefanović Karadžić para la versión en cirílico.
Se coordinaron los esfuerzos de reforma para correlacionar los dos sistemas de escritura, culminando en el Acuerdo Literario de Viena, que sigue vigente desde entonces. La lengua eslovena, que no forma parte del continuo dialectal serbocroata, también fue objeto del mismo movimiento de reforma. Tras la Segunda Guerra Mundial y la codificación del macedonio literario, el mismo sistema se ha extendido con algunas modificaciones.
Todos estos sistemas de escritura presentan un alto grado de correspondencia entre los sonidos y las letras, lo que los hace muy fonémicos y coherentes.

### Otras lenguas
- Armenio: véase la reforma ortográfica de la lengua armenia de 1922-1924.
- 'Bengalí': Ishwar Chandra Vidyasagar eliminó las letras arcaicas utilizadas para escribir préstamos del sánscrito (ৠ, ঌ, ৡ, ৱ) y añadió tres letras nuevas (ড়, ঢ়, য়) para reflejar la pronunciación bengalí contemporánea.
- 'Catalán': la ortografía del catalán se estandarizó a principios del siglo XX, sobre todo gracias a Pompeu Fabra. En 2016, los organismos reguladores oficiales de la lengua, el Instituto de Estudios Catalanes y la Academia Valenciana de la Lengua, publicaron una polémica reforma ortográfica en la que se eliminaban algunas marcas diacríticas. Ambas ortografías coexistieron entre 2016 y 2021, hasta que la nueva ortografía se convirtió en la única aceptable.
- 'Checo': la ortografía del idioma checo se reformó y regularizó ya en el siglo XV, a través de la publicación del manuscrito Orthographia bohemica.
- 'Chino': los caracteres chinos simplificados sustituyeron a los caracteres tradicionales en la China continental, Malasia y Singapur, aunque se siguen usando los caracteres tradicionales en Taiwán, Hong Kong y Macao.
- 'Coreano': el alfabeto hangul sustituyó por completo a los ideogramas hanja en el coreano de Corea del Norte, mientras que los hanja siguen utilizándose de forma muy limitada para aclaraciones y abreviaturas en Corea del Sur.
- Danés: la ortografía danesa sufrió reformas ortográficas en 1872 y 1889 (con algunos cambios en 1892). En una reforma de 1948, el idioma danés dejó de poner en mayúsculas los sustantivos comunes (norma inspirada en el alemán) para alinearse con los otros idiomas escandinavos. Al mismo tiempo, se abandonó el dígrafo Aa/aa en favor de la letra sueca Å/å. El dígrafo se sigue utilizando bastante en los nombres propios y es opcional en algunos topónimos. En 1980, la W se reconoció como letra independiente. Antes, se consideraba una variación de la V por razones de cotejo.
- 'Gallego': véase el reintegracionismo.
- Georgiano: en el siglo XIX, se suprimieron cinco letras del alfabeto georgiano (ჱ, ჳ, ჲ, ჴ, ჵ).
- 'Hebreo': el idioma hebreo tiene dos sistemas de ortografía, con y sin marcas vocálicas, llamadas niqud. Los niqud solo se usan sistemáticamente en los libros para niños, la poesía y algunos libros de texto y religiosos. La mayoría de los demás textos suelen escribirse sin marcas vocálicas. La Academia de la Lengua Hebrea publica normas para la ortografía vocalizada y no vocalizada. La última revisión importante de las reglas de ortografía no vocalizada se publicó en 1996, aunque en la práctica no son obligatorias. Hasta la fecha no existe una ortografía estándar para el hebreo no vocalizado, y muchos hablantes de hebreo escriben según su propio instinto y costumbre.[cita requerida]
- Letón: las versiones antiguas de la ortografía letona estaban basadas en el alemán, pero fueron reemplazadas por un sistema más apropiado a principios del siglo XX. El idioma letón desechó el dígrafo Uo en 1914, las letras Ō y Ŗ en 1946 y el dígrafo Ch en 1957.
- 'Maldivo': se cambió la escritura de préstamos árabes en alfabeto árabe por thaana en el siglo XX.
- Quechua y aimara: véase el cambio de ortografía quechua y aimara.
- 'Sueco': la última gran reforma de la ortografía sueca fue en 1906. Homogeneizó la grafía del fonema /v/ y cambió la terminación adjetival y adverbial neutra -dt a -t o -tt en función de la longitud de la vocal precedente. La frase hvarken af silfver eller rödt guld pasó a escribirse como varken av silver eller rött guld. Algunas personas abogaban por una reforma aún más radical que también homogeneizaría las grafías de los fonemas /j/, /ɕ/ y /ɧ/, que a día de hoy son muy diversas en el sueco.
- 'Tailandés': las dos letras ฃ y ฅ se descartaron en 1892 y fueron sustituidas uniformemente por ข y ค, respectivamente.
- 'Turco': el alfabeto turco sustituyó al alfabeto turco otomano en el idioma turco.[4]
- Véneto: el idioma véneto nunca ha tenido una ortografía oficial porque se consideraba un dialecto hasta hace poco, e incluso ahora muchos no lo consideran un idioma «independiente». Muchas otras lenguas de Italia están en la misma situación. No obstante, se ha intentado estandarizar una ortografía del véneto, como la Grafia Veneta Unitaria («Ortografía Veneciana Compartida»), creada por un comité convocado por la región del Véneto en 1995.
- Vietnamita: en el idioma vietnamita, el alfabeto vietnamita sustituyó al antiguo sistema Chữ Nôm en los años veinte.[cita requerida]